# Adenomeris hispida
Adenomeris hispida är en mångfotingart som beskrevs av Ribaut 1909. Adenomeris hispida ingår i släktet Adenomeris och familjen Doderiidae. Inga underarter finns listade i Catalogue of Life.